# Polypedates zed
Polypedates zed là một loài ếch trong họ Rhacophoridae. Chúng được tìm thấy ở Nepal và có thể có ở Ấn Độ.
Các môi trường sống tự nhiên của chúng là các khu rừng ẩm ướt đất thấp nhiệt đới hoặc cận nhiệt đới, đầm nước, và đầm nước ngọt.